# المدة النيابية الأولى لمجلس النواب التونسي
المدة النيابية الأولى لمجلس النواب في تونس هي المدة النيابية التي دامت ولايتها 5 سنوات وذلك بين 1959 و1964.

انتخب المجلس إثر انتخابات 8 نوفمبر 1959.

## مكونات مجلس النواب
يتكون مجلس النواب من 90 مقعدا.

### الكتل
| الحزب | الحزب                      | المقاعد |
| ----- | -------------------------- | ------- |
|       | الحزب الحر الدستوري الجديد | 90      |

## الحكومات
- حكومة الحبيب بورقيبة الثانية، بدأت تعمل قبل بدأ أعمال مجلس النواب في 1957.